# Портленд (Мен)
Портленд (англ. Portland) — найбільше місто штату Мен, адміністративний центр округу Камберленд. Населення в межах міста — 66 194 особи (2010), в той час як в межах агломерації проживає 518 117. В 2013 році входив до п'ятірки найпривабливіших для проживання міст США.

## Історія
Початкові жителі східних абенакі, які розмовляли алгонкінською мовою, називали Портлендівський півострів Мачігон («велика шия»). 
Першим європейським поселенцем був Крістофер Леветт, англійський військово-морський капітан, якому в 1632 році було надано 6000 акрів (2400 га) для заснування поселення в затоці під іменем Каско. В 1658 році назва міста змінилася на Фалмут. Наприкінці 17 століття взятий штурмом та спалений конфедерацією племен Вампаноаґа. Під час війни за незалежність США зазнав артилерійських обстрілів британського флоту.
18 жовтня 1775 року Фалмут був спалений під час революції Королівським флотом під командуванням капітана Генрі Мовата. Після війни частина Фалмута під назвою Нек стала комерційним портом і почала швидко розвиватися як центр судноплавства. У 1786 році жителі створили окреме місто у Фалмут-Нек і назвали його Портленд.

## Географія
Портленд розташований за координатами 43°37′59″ пн. ш. 70°11′8″ зх. д. / 43.63306° пн. ш. 70.18556° зх. д. (43.633192, -70.185644).  За даними Бюро перепису населення США в 2010 році місто мало площу 179,84 км², з яких 55,19 км² — суходіл та 124,65 км² — водойми.

## Демографія

### Перепис 2010
Згідно з переписом 2010 року, у місті мешкали 66 194 особи в 30 725 домогосподарствах у складі 13 324 родин. Густота населення становила 368 осіб/км².  Було 33836 помешкань (188/км²).
Расовий склад населення:
| - 85,0 % — білих - 7,1 % — чорних або афроамериканців - 3,5 % — азіатів - 0,5 % — корінних американців - 1,2 % — осіб інших рас |

До двох чи більше рас належало 2,7 %. Частка іспаномовних становила 3,0 % від усіх жителів.
За віковим діапазоном населення розподілялося таким чином: 17,1 % — особи молодші 18 років, 70,3 % — особи у віці 18—64 років, 12,6 % — особи у віці 65 років та старші. Медіана віку мешканця становила 36,7 року. На 100 осіб жіночої статі у місті припадало 95,3 чоловіків;  на 100 жінок у віці від 18 років та старших — 93,7 чоловіків також старших 18 років.
Середній дохід на одне домашнє господарство  становив 63 608 доларів США (медіана — 46 280), а середній дохід на одну сім'ю — 84 261 долар (медіана — 66 831). Медіана доходів становила 42 673 долари для чоловіків та 39 317 доларів для жінок. За межею бідності перебувало 19,7 % осіб, у тому числі 26,3 % дітей у віці до 18 років та 12,5 % осіб у віці 65 років та старших.
Цивільне працевлаштоване населення становило 36 663 особи. Основні галузі зайнятості: освіта, охорона здоров'я та соціальна допомога — 28,3 %, мистецтво, розваги та відпочинок — 12,8 %, науковці, спеціалісти, менеджери — 12,7 %.

### Перепис 2000
За даними перепису 2000 року,
на території муніципалітету мешкало 64250 людей, було 29714 господ та 13549 сімей.
Густота населення становила 1169,6 осіб/км². Було 31862 житлових будинків.
З 29714 садиб у 21,4% проживали діти до 18 років.
Власники 40,1% садиб мали вік, що перевищував 65 років, а в 11,5% садиб принаймні одна людина була старшою за 65 років.
Кількість людей у середньому на садибу становила 2,08, а в середньому на родину 2,89.
Середній річний дохід на садибу становив 35 650 доларів США, а на родину — 48 763 доларів США.
Чоловіки мали дохід 31 828 доларів, жінки — 27 173 доларів.
Дохід на душу населення був 22 698 доларів.
Приблизно 9,7% родин та 14,1% населення жили за межею бідності.
Серед них осіб до 18 років було 12,5%, і понад 65 років — 11,9%.
Середній вік населення становив 36 років.
За переписом 2010 року, у Портленді проживає 66,194 особи.

## Відомі уродженці
- Стівен Кінг — американський письменник
- Іян Крокер — (англ. Ian Crocker, 31 серпня 1982)  американський плавець, олімпійський чемпіон.
- Анна Кендрік  — (англ. Theresa Anna Kendrick; нар.9 серпня, 1985 )— американська акторка театру і кіно.
- Джон Форд — американський кінорежисер
- Овен Девіс — драматург і сценарист

## Культура
- Портлендський симфонічний оркестр
- Музей африканської культури